# Sparedrus albipilis
Sparedrus albipilis is een keversoort uit de familie schijnboktorren (Oedemeridae). De wetenschappelijke naam van de soort is voor het eerst geldig gepubliceerd in 1983 door Švihla.